# Franz Obermayr

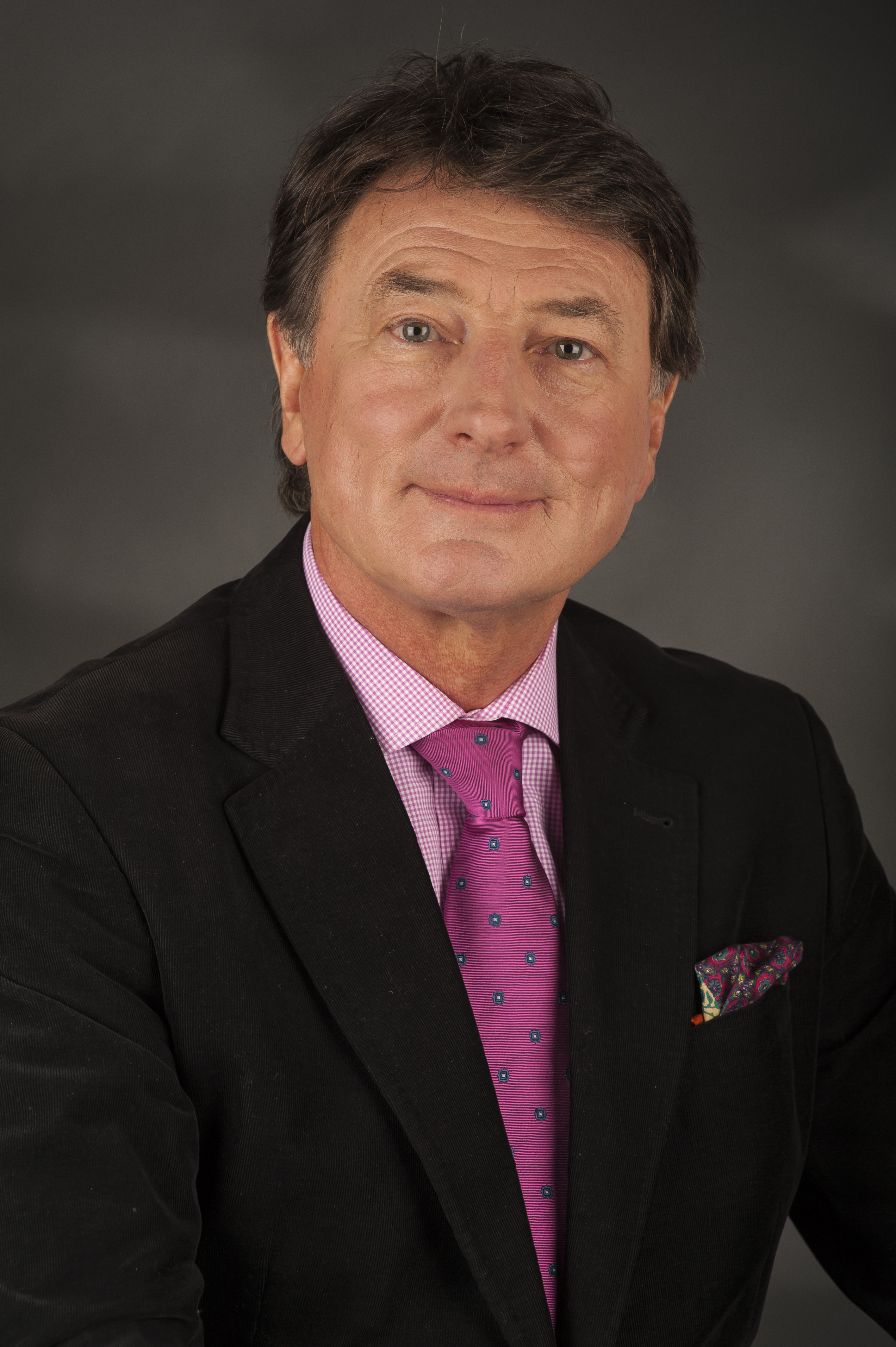
Franz Obermayr (2014)

Franz Obermayr (* 25. Mai 1952 in Linz) ist ein österreichischer Politiker der Freiheitlichen Partei Österreichs. Von 2009 bis 2019 war er Mitglied des Europäischen Parlaments.

## Leben
Obermayr wurde 1952 in Linz geboren. Nach seiner Schulzeit wurde er politisch tätig und Mitglied der Freiheitlichen Partei Österreichs. Ab den Europawahlen 2009 war er Abgeordneter im Europaparlament. Dort forderte er unter anderem eine Verschärfung der europäischen Asylpolitik. Ab November 2012 war er Vorsitzender der Europäischen Allianz für Freiheit.
Nach der Europawahl in Österreich 2019 schied er aus dem Europäischen Parlament aus.
Seit 1981 ist er Mitglied der Corps Frankonia Brünn zu Salzburg und Alemannia Wien zu Linz im KSCV und gehört dem Corps Germania München im WSC an. Daneben ist er Alter Herr der Schülerverbindungen Pennale Burschenschaft Hohenstaufen Linz und Kremser konservative Verbindung Wachovia et Arminia im ÖPR.

## Positionen
Im Kontext von Demonstrationen gegen eine Ballveranstaltung des Wiener Korporationsrings im Jahr 2012 tätigte Obermayr die Aussage: „In Wien war Pogrom-Stimmung“, es habe eine „geifernde Hatz“ auf Ballbesucher stattgefunden.